# 浜本勝行

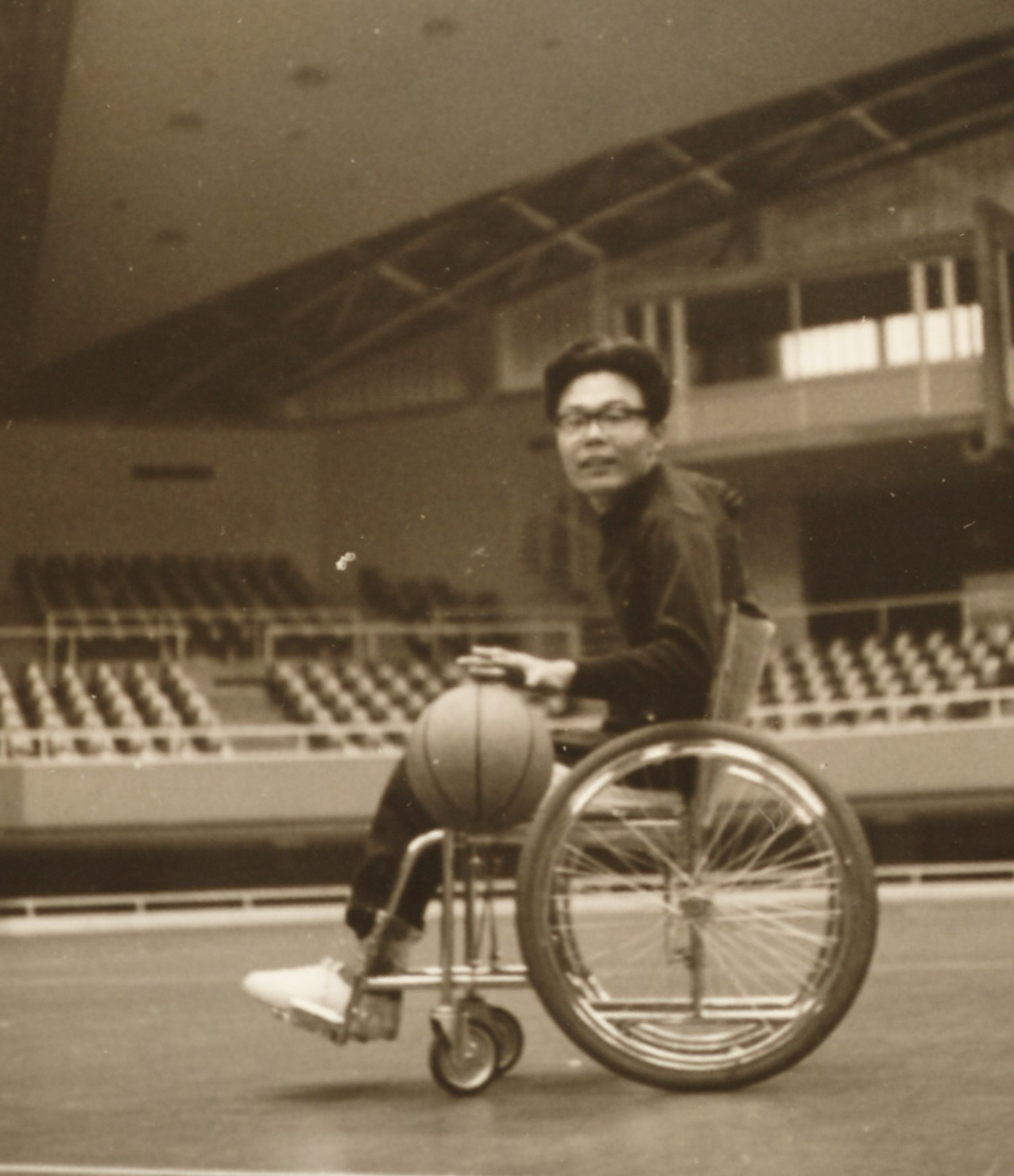

浜本 勝行（はまもと かつゆき、1940年3月10日 - 2008年6月8日）は日本の車いすバスケットボール育ての親、日本車いすバスケットボール連盟創設者。長崎県長崎市生まれ。日本車いすバスケットボール連盟会長及び同名誉会長、日本障がい者スポーツ協会評議員、日本パラリンピック委員会運営委員、国際車いすバスケットボール連盟アジアオセアニアゾーン委員長を歴任した。
車いすバスケットボールを通じた障害者の生活環境向上を志し、人生の全てを懸けて取り組み、車いすバスケットボールを医療分野から競技スポーツに引き上げることに寄与した。

## 来歴
1940年3月10日、長崎市長崎市生まれ。元々相撲等に強くスポーツ好きであった。1955年3月に長崎市立福田中学校を卒業。同年11月、ゴルフ場造成工事のアルバイト中に土砂崩れに巻き込まれ、脊椎圧迫骨折を受傷した。
1958年4月に国立別府重度障害者センターに入所。1963年、翌年の1964年東京パラリンピックで選手団長を務め、後に「日本パラリンピックの父」と呼ばれた医師の中村裕の勧めで車いすバスケットボールを始める。翌1964年11月の東京パラリンピックには陸上競技と車いすバスケットボールの選手として出場するが、車いすバスケットボールではアメリカ相手に6-60と大敗。しかし浜本は外国選手の明るさに触れ、自活の様子を聞き、日本の障害者生活環境の向上を誓った。
1965年4月、日本タッパーウェアに入社。当時の日本支社長であったダート氏が創設した車いすバスケットボールチームに入り、東京パラリンピック払下げのリフトバスで各地を転戦し普及に努めた。しかし、ダート社長が普及に熱心なあまり会社の業績が下がり、帰国命令が出たためチームが解散せざるを得なくなってしまい、同時に日本タッパーウェアから退職した。
1967年1月、太田化成に入社。東京パラの通訳として日赤語学奉仕団を組織した日本赤十字社青少年課長の橋本祐子が障害者雇用の理解を求めて太田化成の社長を説得し、入社することができた。同年10月に日本車いすバスケットボール連盟作りに着手し、大会後各地に散った東京パラリンピック参加選手に手紙を送り、連盟創設を呼びかけた。また、東京パラ参加選手の菅牧夫（水泳・卓球・陸上競技）から要請され、日本初の車いすバスケットボールの社会人クラブチーム「東京スポーツ愛好クラブ」を結成した。
1970年5月、第1回車いすバスケットボール競技大会実行委員長に就任。当時確認されたクラブチーム7つ（福祉企業センター・労災リハビリテーション長野作業所・甲州クラブ・東京スポーツ愛好クラブ・労災リハビリテーション千葉作業所・国立身体障害者センター・ムサシノ電子工業）によるアピール大会を開くため実行委員会を立ち上げた。後にクラブチームの数は100を超えることとなる。2回の大会開催実績が認められ、障がい者国体の正式種目となるが、行政が開く障がい者国体では参加チーム数に限り（８チーム）が有り、多くのチームが参加できる大会開催の機運が高まる。1975年2月に日本車いすバスケットボール連盟を設立して会長に就任し、車いすバスケットボールを国内に根付かせることに寄与した。1980年4月には選手経験者としては初めて日本障がい者スポーツ協会評議員に就任した。「国際障害者年」の1981年8月には、国際障害者年記念日米親善車椅子バスケットボール大会を開催。アメリカから男女チームを招き、16日間にわたって東京、横浜、仙台、札幌、大阪、北九州を転戦。当時世界最強のアメリカ男女チームを招聘し国内を転戦することで、車いすバスケットボールを通じた国際交流の先駆けとなった。
1995年9月、国際車いすバスケットボール連盟（IWBF）アジアゾーン（1999年6月以降はアジアオセアニアゾーン）の委員長に就任。アジア各国に車いすバスケットボールの指導に赴き、車いすバスケットボール技術のみならず、各国の障害者生活環境向上に寄与した。
1999年2月に太田化成を退職し、翌2000年に日本車いすバスケットボール連盟名誉会長に就任した。2002年には世界大会の日本への誘致にこぎつけた。2004年3月、IWBFアジアオセアニアゾーン委員長を任期満了に伴い辞任。
晩年は癌の転移により体力が低下し、2008年6月8日午前7時57分、肺炎により東京都新宿区の病院で死去。68歳没。10月18日、京王プラザホテルにおいてお別れ会が開かれ、かねてより親交のあった上皇后美智子が臨席した。